# 홋카이도 TV 방송
홋카이도 TV 방송은 1968년 11월 3일 홋카이도의 3번째 민영방송으로 개국했다.
약칭은 HTB, 콜사인은 JOHH-DTV이다.

## 연혁
- 1967년 12월 1일 - 창립
- 1968년 11월 3일 - 텔레비전 본방송 개시(개국 당시에는 삿포로에서만.12월에 아사히카와·오타루 중계국 개국)
- 1969년 11월 - 하코다테·무로란·오비히로·구시로·아바시리 지구에서 방송 개시
- 1970년 1월 1일 - ANN발족과 동시에 가맹[1]
- 1980년 - 방송국사 신관 준공
- 1983년 11월 3일 - 음성다중방송 개시(삿포로 지구만)
- 1997년 12월 1일 - 온찬 캐릭터 개시
- 2006년 6월 1일 - 삿포로 지구에서 지상 디지털 텔레비전 방송 개시
- 2007년 10월 1일 - 하코다테·아사히카와·무로란·오비히로·쿠시로·아바시리 지구에서 지상 디지털 방송 개시
- 2011년 7월 25일 - 지상파 아날로그 텔레비전 방송 종료.
- 2018년 9월 14일 - 도요히라구 구 사옥 업무 종료.
- 2018년 9월 17일 - 주오구에 새로 건립된 신사옥에서 첫 방송 시작.

## 네트워크 변천사
- 1968년 11월 3일 : NET TV 계열로 개국했으나 후지 TV계열 프로그램도 방송했다.
- 1970년 1월 1일 : ANN에 가입.
- 1972년 10월 1일 : 홋카이도 분카 방송이 홋카이도 전 지역에서 방송을 시작하면서 후지 TV계열 프로그램이 방송중단된다.[2]
- 1975년 3월 31일 : 간사이 지역 네트워크 준 중심방송국 네트워크 교환에 따라 홋카이도 방송에 마이니치 방송제작 프로그램을 양도하는 대신 아사히 방송 제작 프로그램을 방송하기 시작한다.

### 홋카이도의 ANN계열 방송국 변천사
HTB가 개국할 때까지 홋카이도에서 일본 교육 TV(NET, 현재의 TV 아사히)제작 프로그램은 NET가 방송을 개시한 1959년부터 삿포로 TV 방송(STV)에서 방송하고 있었으나, 학교방송과 일반 프로그램을 동등하게 방송하기로 한 NET의 방침에 STV가 반발하면서 이를 계기로 1962년 이후 NET의 프로그램은 홋카이도 방송(HBC)에서 방송하기 시작했다.
한편, UHF 주파수를 이용한 텔레비전 방송국 면허발부에 관한 소식을 들은 홋카이도 재계는 연달아 새 방송국 설립을 준비했고 여러회사에서 경쟁한 끝에 최종적으로 당시 삿포로 토요펫 사장이었던 이와사와 오사무를 중심으로 한 「도민 방송」이 면허를 획득한 뒤 도민방송측이 면허발급 당시 경쟁관계에 있던 여러 회사를 합병하면서「홋카이도 TV 방송」이 설립되었으며 그 당시 홋카이도에 네트워크 가맹국이 없었던 후지TV와 NET는 홋카이도 TV 방송에 네트워크 가입을 권유했으며 HTB는 STV와 관계가 깊었던 후지TV보다 방송국 개국을 지원해준 NET를 선택했다.

## 보충서술
- 2018년 9월 18일 다른 홋카이도소재 방송국처럼 본사를 주오구로 옮기기 전에는 유일하게 본사가 도요히라구에 있었다.
- 도요히라구에 본사가 있었을 때 본사 신관 공사현장은 TV 아사히의 형사드라마 '서부경찰'의 로케장소가 되기도 했다.
- 매년 자사제작 1시간 스페셜 드라마를 방송하고 있다.
- 모회사인 삿포로 도요펫이 도산해 방송국이 폐국될 뻔한 일이 있었으며 이 때 TV아사히나 아사히 신문등 아사히 신문 계열 각사가 홋카이도 TV 방송에 자금을 지원해 도산의 위기를 면한 것을 계기로 아사히 신문 계열 각사와의 관계가 강한 방송국이 되었다.
  - 덧붙여 홋카이도 TV 방송 설립당시에는 아사히 신문 외에도 요미우리 신문 자본도 투자를 실시한 적이 있었으나 1973년 이후 요미우리 신문은 삿포로 TV 방송과의 관계를 강하게 해 갔다.

## 홋카이도에 있는 다른 텔레비전·라디오 방송국

### NHK
- NHK 삿포로 방송국(홋카이도 지역 거점 방송국)
- NHK 하코다테 방송국
- NHK 아사히카와 방송국
- NHK 무로란 방송국
- NHK 기타미 방송국
- NHK 오비히로 방송국
- NHK 구시로 방송국

### 민영 방송국
- 삿포로 TV 방송(STV)(TV는 니혼 TV 계열, 라디오는 NRN 계열이며 라디오 부문은 현재 분사화하여 STV라디오로 불림)
- 홋카이도 방송(HBC)(TV는 도쿄 방송 계열, 라디오는 JRN·NRN계열)
- 홋카이도 분카 방송(uhb)(후지 TV 계열)
- TV 홋카이도(TVh)(TV 도쿄 계열)
- FM 홋카이도(JAPAN FM NETWORK 계열)
- FM 노스웨이브(JAPAN FM LEAGUE 계열)